# Nihat Kahveci
Nihat Kahveci (ur. 23 listopada 1979 w Stambule) – turecki piłkarz występujący na pozycji napastnika.

## Kariera
Nihat Kahveci jest wychowankiem szkółki Beşiktaşu JK. W drużynie seniorów debiutował w 1998. Przed sezonem 2001–2002 trenerem Realu Sociedad został John Toshack, który trenował Nihata w Beşiktaşu i w efekcie tego w połowie sezonu Turek przeszedł do Hiszpanii. W pierwszym półroczu Kahveci rozegrał 11 meczów i strzelił 1 bramkę. W następnym sezonie z 21 golami został 3. snajperem Primera División. Jego osobą zainteresowały się silniejsze kluby, lecz Nihat zdecydował się zostać w San Sebastián, gdzie miał okazję występować w Lidze Mistrzów już w następnym sezonie, gdyż Real uplasował się na 2. miejscu w ligowej tabeli. Kahveci jeszcze przez trzy lata zakładał koszulkę tego klubu (33 gole), po czym na zasadzie wolnego transferu przeszedł do Villarrealu. W tym sezonie przydarzyła mu się kontuzja: w listopadzie zerwał więzadła krzyżowe i miał pauzować aż do końca sezonu, lecz zdążył się wykurować na ostatni mecz.
27 czerwca 2009 Nihat powrócił do swojej ojczyzny, podpisując 3-letni kontrakt z Besiktasem, w którym występował już na początku swojej kariery.
W reprezentacji Turcji debiutował w 2000 i wystąpił w 49 meczach, w których strzelił 15 goli. Na mistrzostwach świata 2002 zdobył brązowy medal. Od kilku lat jest podstawowym zawodnikiem reprezentacji. Znalazł się w kadrze na Euro 2008. W 2008 roku na Mistrzostwach Europy jego dwa gole w ostatnim meczu grupowym z Czechami pozwoliły Turkom awansować i ostatecznie dotrzeć do półfinału turnieju. Bramki w spotkaniu padały w 87. i 89. minucie meczu.
12 stycznia 2012 postanowił zakończyć karierę piłkarską.

## Kariera trenerska
6 lipca 2012 roku został asystentem trenera młodzieżowej drużyny Villarrealu.

## Życie osobiste
5 lipca 2003 poślubił Pınar Kaşgören, z którą ma córkę Selin i syna. W październiku 2014 małżeństwo zakończyło się rozwodem.